# Bela Vista (stacja metra)
Bela Vista – stacja metra w Lizbonie, na linii Vermelha. Stacja została otwarta w 1998 wraz z rozbudową sieci do strefy Expo ’98.
Stacja znajduje się przy Av. Dr. Teixeira da Mota, przy Av. do Santo Condestável, umożliwiając dostęp do Parku Bela Vista.  Projekt architektoniczny jest autorstwa architekta Paulo Brito da Silva, a instalacje artystyczne malarza i ceramika Querubim Lapa. Podobnie jak najnowsze stacje metra w Lizbonie, jest przystosowana do obsługi pasażerów niepełnosprawnych.